# Grete Heckscher
Grete Heckscher (Copenhague, 8 de novembro de 1901 - Syddanmark, 6 de outubro de 1987) foi uma esgrimista dinamarquesa de florete, medalhista olímpica de bronze no evento feminino de florete individual nos jogos Olímpicos de Paris, em 1924.

## Carreira olímpica
Grete Heckscher competiu os eventos feminino de florete individual dos jogos Olímpicos de 1924, quando conquistou uma medalha de bronze. Na primeira fase, ela derrotou todas as suas adversárias; na fase seguinte, terminou na segunda colocação no grupo e se classificou para a final.